# クロエリセイタカシギ
クロエリセイタカシギ（黒襟背高鷸、学名：Himantopus mexicanus）は、チドリ目セイタカシギ科に分類される鳥。
セイタカシギ（H. himantopus）の近縁種。セイタカシギの亜種 H. himantopus mexicanus として扱われる場合もある。

## 分布
アメリカ合衆国西部・南部、中央アメリカからペルー南西部、西インド諸島、エクアドル東部、ブラジル北西部を原産地とする。
日本、ハワイ、ニュージーランドに外来種として移入分布する。

## 形態
全長36cm、体重170g。くちばしは長く黒色で、脚はピンク色。オスは背面から翼にかけて黒色だが、メスは茶褐色となる。

## 生態
浅い湿地に生息する。食性は動物食で、水生昆虫や甲殻類、貝類、ミミズ、ゴカイ、小魚などを食べる。川辺や池湖の岸などの見晴らしの良い場所に営巣し、雌雄交代で抱卵する。

## 外来種問題

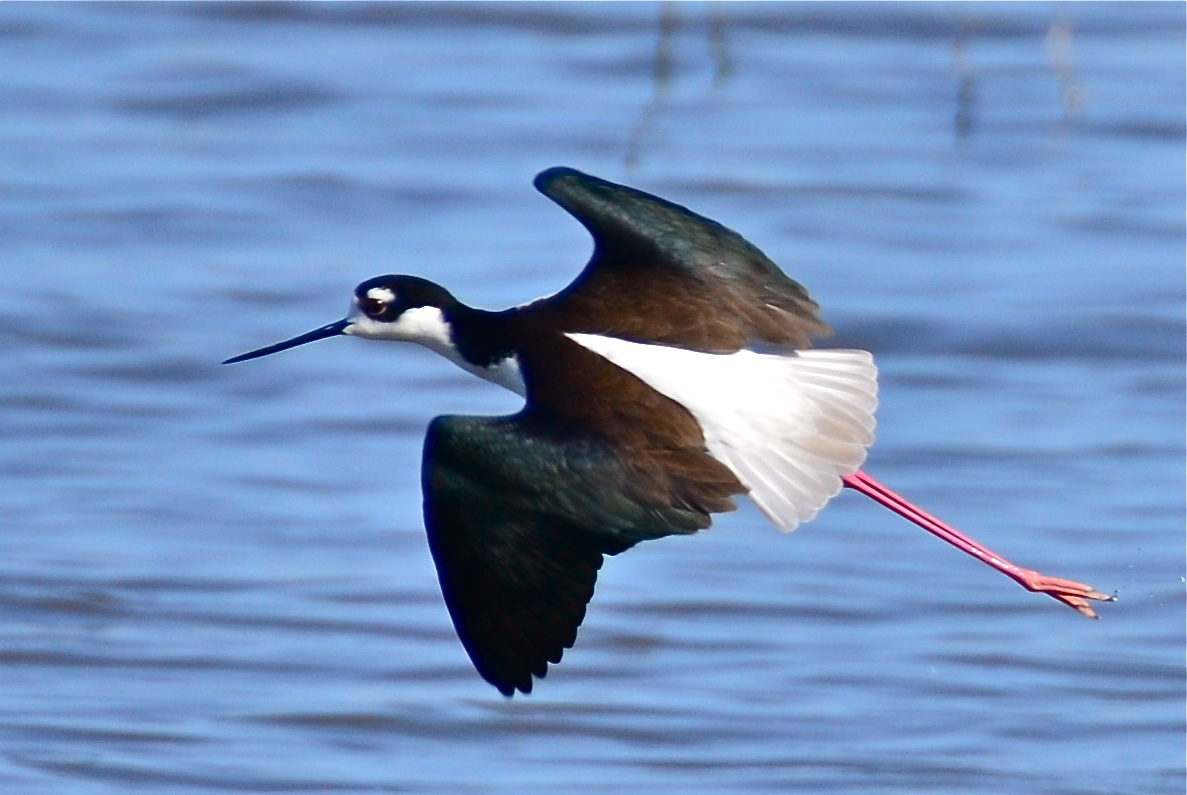
飛んでいる様子（アメリカ合衆国、カリフォルニア州）

日本では奈良県、京都府、大阪府などに生息が確認されている。人為的に持ち込まれたとされ、2001年には個人によって数十羽から数百羽が意図的に放鳥されたと考えられている。
日本産の在来種のセイタカシギと交雑が懸念されており、2004年6月に大阪で営巣が確認されたセイタカシギにクロエリセイタカシギの特徴が顕著に現れていたため、実際にすでに交雑が起きている可能性が心配されている。
特定外来生物による生態系等に係る被害の防止に関する法律によって生態系被害防止外来種に指定されている。繁殖状況や生態系への被害がなおもよくわかっていないため、詳細な調査が求められていると同時に、これ以上の野生化が発生しないように飼育者に注意喚起がなされている。